# Нокоміс (Вісконсин)
Нокоміс (англ. Nokomis) — місто (англ. town) в США, в окрузі Онейда штату Вісконсин. Населення — 1372 особи (2020).

## Демографія
Згідно з переписом 2010 року, у місті мешкала 1371 особа в 590 домогосподарствах у складі 445 родин. Було 1145 помешкань
Расовий склад населення:
| - 98,8 % — білих - 0,2 % — азіатів - 0,1 % — корінних американців |

До двох чи більше рас належало 0,7 %. Частка іспаномовних становила 0,7 % від усіх жителів.
За віковим діапазоном населення розподілялося таким чином: 18,5 % — особи молодші 18 років, 59,2 % — особи у віці 18—64 років, 22,3 % — особи у віці 65 років та старші. Медіана віку мешканця становила 48,6 року. На 100 осіб жіночої статі у місті припадало 97,0 чоловіків;  на 100 жінок у віці від 18 років та старших — 99,6 чоловіків також старших 18 років.
Середній дохід на одне домашнє господарство  становив 65 189 доларів США (медіана — 54 313), а середній дохід на одну сім'ю — 72 354 долари (медіана — 61 845). Медіана доходів становила 46 458 доларів для чоловіків та 34 531 долар для жінок. За межею бідності перебувало 9,2 % осіб, у тому числі 9,0 % дітей у віці до 18 років та 10,3 % осіб у віці 65 років та старших.
Цивільне працевлаштоване населення становило 656 осіб. Основні галузі зайнятості: освіта, охорона здоров'я та соціальна допомога — 22,6 %, виробництво — 15,1 %, роздрібна торгівля — 14,5 %.